# Aiaz Mutalibov
Aiaz Mutalibov (àzeri: Ayaz Niyazi oğlu Mütəllibov)  (Bakú, 12 de maig de 1938 - Bakú, 27 de març de 2022) va ser un polític àzeri, que va ser l'últim president de l'Azerbaidjan soviètic i el primer president de l'Azerbaidjan independent, elegit el 8 de setembre de 1991. És l'últim líder del Partit Comunista de l'Azerbaidjan durant l'era soviètica.
El 1963, Mutallibov es va afiliar al Partit Comunista de la Unió Soviètica. El 1977, va ser nomenat segon secretari del partit comunista local al districte de Narimanov de Bakú, i ministre d'indústria lleugera de la república el 1979. El 1982, es va exercir com a president de la Comissió Estatal de Planificació, i Primer vicepresident del Consell de Ministres de l'RSS d'Azerbaidjan, i el 1989 es va exercir com a president del Consell de Ministres. Un any després, mentre era a Moscou, va ser nomenat secretari general del Partit Comunista, càrrec que va exercir durant dos anys. Entre 1989 i 1991, va ser també diputat pel districte de Kubatly al Congrés de Diputats del Poble de l'URSS (organisme que havia reemplaçat el Soviet Suprem), així com membre del Politburó del PCUS entre 1990 i 1991.
Va morir als 83 anys el 27 de març del 2022 a Bakú, després d'una llarga malaltia.